# Everton Stadium
Everton Stadium ou Hill Dickinson Stadium é um estádio de futebol em Bramley-Moore Dock em Vauxhall, Liverpool, Inglaterra, é a mais nova casa do Everton FC, substituindo Goodison Park.
Bramley-Moore é um antigo pier comercial que fica atrás de portões fechados, próximo a uma estação de tratamento de águas residuais, e pretende-se que o novo estádio se torne o centro de um novo empreendimento de uso misto na área contendo lojas, habitações e outros locais. O estádio também será uma das sedes da UEFA Euro de 2028.

## Planejamento
O Everton jogou pela primeira vez no Goodison Park em 1892 e foi várias vezes foi reformado desde a sua construção, sendo a grande alteração mais recente a abertura de uma nova arquibancada em agosto de 1994, o que lhe deu uma capacidade para mais de 40.000 lugares, mas o local é considerado limitado pela sua forma de construção e pela sua localização. Em 2007, o então CEO Keith Wyness revelou que o clube gastou £ 500.000 em reparos apenas para manter a estrutura de aço do terreno dentro dos padrões, e que teria uma enorme probabilidade de que dentro de que nos próximos 10 anos ele não passasse nas inspeções de segurança. O Relatório Taylor de 1990 exigia que todos os estádios da Football League na Grã-Bretanha tivessem apenas cadeiras, o que reduziu severamente a capacidade do Goodison Park, que atingiu o pico de mais de 78.000, para pouco mais de 40.000, e depois para sua capacidade atual de 39.414. Ele fica atrás do vizinho Anfield, que tem planos de expansão para 62.000 espectadores, mas ainda com capacidade muito menor do que Old Trafford e vários outros estádios.
A ideia de transferência para um novo estádio foi mencionada pela primeira vez por volta de 1996, quando o então presidente do clube Peter Johnson anunciou planos de transferir o Everton de Goodison Park para um novo estádio com 60.000 lugares em um local diferente. Em 2001, um local em King's Dock foi identificado como local para um novo estádio com 55.000 lugares, com conclusão prevista para 2005, mas esses planos foram abandonados devido a dificuldades de financiamento que o clube tinha.
O Everton entrou em negociações com o Conselho de Knowsley e a Tesco em junho de 2006 sobre a possibilidade de construir um novo estádio com 55 mil lugares, expansível para mais de 60 mil, em Kirkby. O plano ficou conhecido como The Kirkby Project. O clube tomou a decisão incomum de dar aos seus torcedores uma palavra a dizer sobre o futuro do clube, realizando uma votação sobre a proposta, com os resultados sendo a favor, 59% a 41%. Os oponentes do plano incluíam outros conselhos locais preocupados com o efeito da construção de uma grande loja da Tesco como parte do empreendimento e um grupo de torcedores exigindo que o Everton permanecesse dentro dos limites da cidade de Liverpool. Após um inquérito público sobre o projeto, o governo central rejeitou a proposta. Políticos locais e regionais tentaram elaborar um plano de resgate alterado com a Câmara Municipal de Liverpool convocando uma reunião com o Everton FC. O plano era avaliar alguns locais adequados selecionados dentro dos limites territoriais da cidade. No entanto, o plano alterado também não foi bem sucedido.
O Everton investigou a possibilidade de co-financiar o Stanley Park Stadium do Liverpool FC, que foi uma proposta para um estádio que estava programado para abrir em 2006, mas o plano foi cancelado em 2012 depois que novos proprietários preferiram expandir o tradicional Anfield. Esta ideia foi negada pelo ex-coproprietário do Liverpool, Tom Hicks. Houve especulações na época sobre um projeto de estádio conjunto dos dois clubes, mas apesar desses rumores, o Liverpool sustentou que um acordo de partilha de terreno nunca esteve na agenda.
A reunião do Comitê Seleto de Regeneração e Transporte da Câmara Municipal de Liverpool em 10 de fevereiro de 2011, apresentou uma proposta para abrir o ramal de Bootle usando "Liverpool Football Club e Everton Football Club como prioridades, como facilitadores econômicos do projeto". Este projeto colocaria ambos os clubes de futebol numa linha Merseyrail de trânsito facilitado que circundaria a cidade e dinamizaria o acesso aos transportes. Em setembro de 2014, o clube, trabalhando com a Câmara Municipal de Liverpool e o Liverpool Mutual Homes, projetou os planos iniciais para construir um novo estádio em Walton Hall Park. No entanto, esses planos foram posteriormente cancelados em maio de 2016, com a perspectiva de identificação de dois novos locais para o clube. Na Assembleia Geral Anual de janeiro de 2017, o presidente, Bill Kenwright, revelou que Bramley-Moore Dock era o local preferido para o novo estádio, com uma nova estação ferroviária e uma nova estrada sendo financiadas pela Câmara Municipal. Isto dependia da criação de um veículo de propósito específico com o Conselho de Liverpool, que atuaria como assistência das centenas de milhões em empréstimos comerciais que o clube planejava usar para financiar a construção.
A escolha do local da doca Bramley-Moore foi aprovada num exercício de consulta pública realizado em 2018, mas recebeu duras críticas da UNESCO, que mais tarde retirou Liverpool de sua lista de Patrimônio Mundial. O arquiteto Dan Meis foi nomeado para projetar um novo estádio para o Everton, seguido por uma segunda etapa de consulta, chamada The People's Project.
Em novembro de 2017, o clube assinou um contrato de arrendamento com a Peel Holdings com duração de até 200 anos e, em 2018, revelou seus planos para um estádio com 52 mil lugares, que poderá ser ampliado para 62 mil no futuro, se na demanda for possível.

## Financiamento
Em 23 de março de 2017, foi anunciado que um acordo havia sido feito entre a Câmara Municipal de Liverpool, o Everton FC e a Peel Holdings para adquirir o cais para um novo estádio de futebol.
Em 31 de março de 2017, a Câmara Municipal de Liverpool votou a favor da criação de uma empresa de veículos para fins especiais. A empresa se dispôs a garantir os recursos para o estádio. Os credores adquiririam um arrendamento principal do terreno por 200 anos de Peel, os proprietários, e alugariam o estádio para o SPV, que por sua vez subarrendaria ao Everton por 40 anos.
O atual modelo de financiamento agora proposto ao Conselho Municipal de Liverpool (revelado na Assembleia Geral Anual do Everton em 9 de janeiro de 2018) seria um acordo que faria com que o conselho emprestasse £ 280 milhões do governo a taxas de juros ultrabaixas e depois aprovaria esse empréstimo para o clube com um lucro para a cidade de cerca de £ 7 milhões por ano durante 25 anos. Os custos do novo estádio agora estão aumentando para cerca de £ 500 milhões, significaria que o clube ainda precisaria encontrar os £ 220 milhões restantes. Em junho de 2018, o financiamento municipal ainda não estava em vigor e o prefeito Anderson levantou dúvidas se este modelo de financiamento seria acordado.
Em julho de 2019, foi relatado que o clube tinha duas opções de financiar o desenvolvimento, do setor privado e do setor público, o que poderia incluir a venda de naming rights a um patrocinador.
Em janeiro de 2020, foi anunciado que o Everton tinha assinado um acordo de naming right no valor de £ 30 milhões com o USM, que já patrocina o campo de treinamento do Everton, Finch Farm.
O clube anunciou ainda que contaria com a ajuda dos principais bancos internacionais JP Morgan e MUFG para ajudar a garantir o financiamento para o novo estádio.
Em março de 2022, o Everton anunciou que não receberia mais empréstimos da Câmara Municipal de Liverpool por ter adquirido um financiamento alternativo.

## Recursos propostos

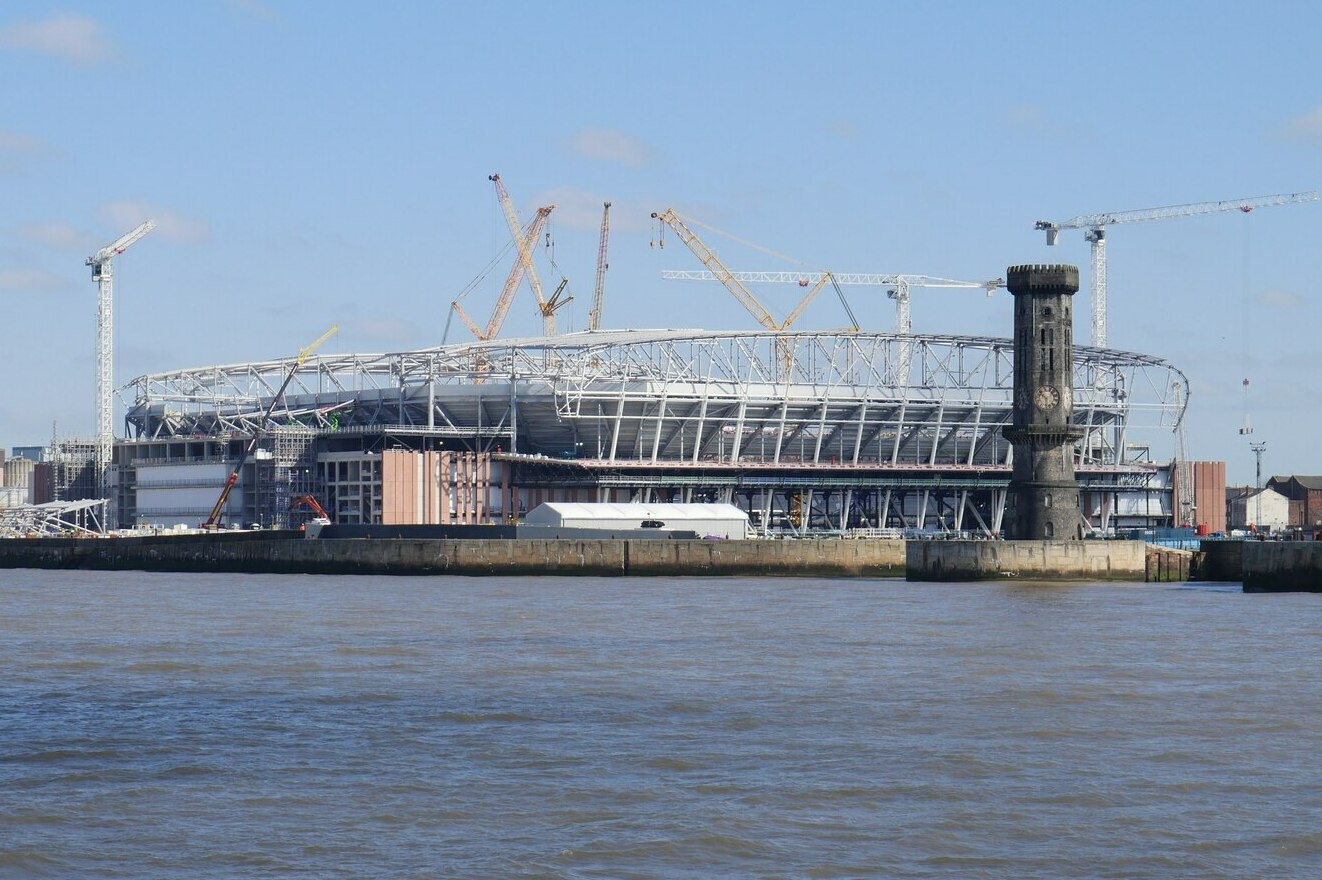
Everton Stadium em construção em abril de 2023 com a Victoria Tower à direita

O novo estádio proposto pelo Everton é um projeto de um formato de tigela com a capacidade proposta para 52.888 pessoas e construído em aço e vidro, com a doca atual sendo preenchida com a areia retirada do Rio Mersey.
Semelhante ao Tottenham Hotspur Stadium, pretende-se que haja uma arquibancada com 13.000 lugares, supostamente inspirada na "Muralha Amarela" do Westfalenstadion, o estádio do time alemão Borussia Dortmund.
O estádio contará com uma experiência chamada 'ALL', projetada para oferecer uma ampla variedade de espaços sociais, como pubs, bares e restaurantes de rua até experiências pessoais e gastronômicas requintadas.

## Perda do status de Patrimônio Mundial da UNESCO da Cidade Mercantil Marítima de Liverpool
Bramley-Moore Dock ficava dentro da Cidade Mercantil Marítima de Liverpool, Patrimônio Mundial da UNESCO que possui uma série de bens patrimoniais que estão em risco ou em mau estado, que o Everton FC afirmou que serão reparados e mantidos.
Apesar dessa afirmação, em 2021, a UNESCO pediu para que a cidade perdesse o seu estatuto, sendo o desenvolvimento em Bramley-Moore Dock uma das razões, juntamente com o desenvolvimento de longa data da orla marítima e o projeto mais amplo de Liverpool Waters. O órgão responsável pelo patrimônio disse que o estádio "teria um grande impacto adverso completamente inaceitável na autenticidade, integridade e valor universal excepcional do Patrimônio Mundial". A revogação do estatuto de patrimônio mundial foi confirmada em julho de 2021.